# Inmigración rusa en los Estados Unidos

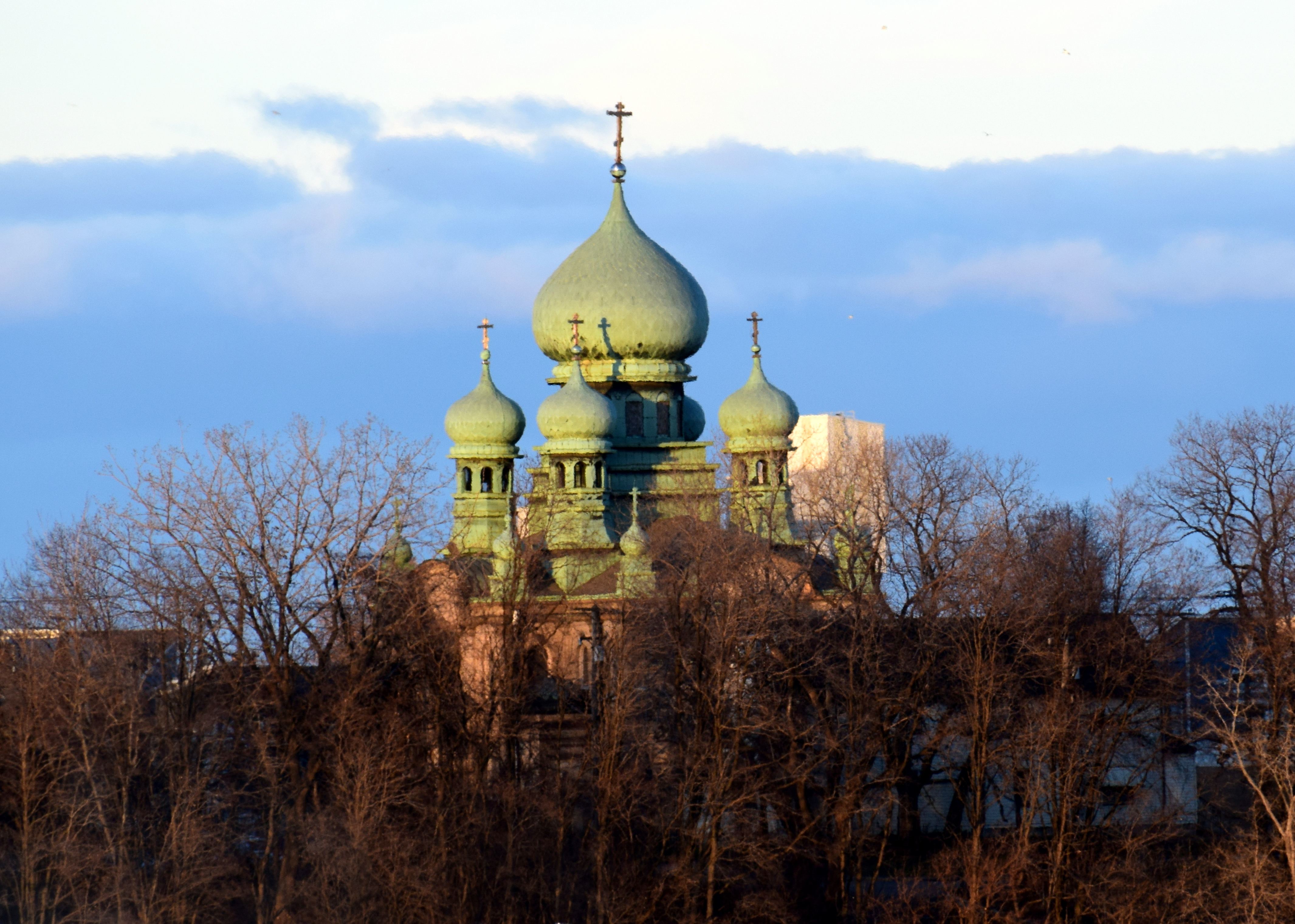
La Catedral de San Teodosio de Cleveland en Estados Unidos.

Los rusos han llegado en su gran mayoría a los Estados Unidos desde que este país inició su formación como estado independiente. Muchos de ellos se asentaron principalmente en las Dakotas y las costas, sus descendientes siguen poblando el estado de Alaska. Los residentes legales son principalmente estudiantes, deportistas, comerciantes y empresarios. Según el censo del año 2000, había 330 722 rusos residiendo en los Estados Unidos.
Según el Instituto de Rusia Moderna en 2011, se estima que la población estadounidense de origen ruso es de 3,13 millones, pero menos de medio millón nacieron en Rusia. Muchos ruso-estadounidenses no hablan el ruso, habiendo nacido en los EE. UU. y al haber sido criados en hogares de habla inglesa. De acuerdo con el año del Censo de los Estados Unidos del año 2000, sólo 706 243 estadounidenses utilizan el ruso como idioma principal que se habla en sus hogares, y de acuerdo con Davis Centro de Estudios de Rusia y Eurasia en Harvard, había 750 000 estadounidenses de origen ruso en 1990.
Históricamente, el área metropolitana de la ciudad de Nueva York ha sido la principal puerta de entrada metropolitana para los inmigrantes rusos admitidos legalmente en los Estados Unidos. Brighton Beach, Brooklyn sigue siendo el centro demográfico y cultural más importante para la experiencia ruso-estadounidense. Sin embargo, a medida que los estadounidenses de origen ruso han escalado en estatus socioeconómico, la diáspora de Rusia y otros estados del antiguo bloque soviético se ha trasladado hacia partes más prósperas del área metropolitana de Nueva York, en particular el condado de Bergen, Nueva Jersey. Dentro del condado de Bergen, el tamaño cada vez mayor de la presencia de inmigrantes rusos en su centro de Fair Lawn provocó una sátira de April Fool de 2014 titulada "Putin se mueve contra Fair Lawn".
A veces los rusinos y ucranianos que emigraron de Rutenia en el siglo XIX y principios del siglo XX se identificaron como rusos. Más recientemente los emigrados a menudo se refieren a este grupo como el "starozhili ', que se traduce en el como "antiguos pobladores". Este grupo se convirtió en el pilar de la Iglesia Ortodoxa Rusa en América. Hoy en día, la mayor parte de este grupo se ha convertido en asimilados en la sociedad local, con las tradiciones étnicas continuar sobreviviendo principalmente alrededor de la iglesia.

## Historia
El territorio que hoy es el estado de Alaska fue colonizado por los rusos y controlados por el Imperio Ruso. El puesto más al sur de Rusia fue Fort Ross, establecida en 1812 por Ivan Kuskov, a unos 50 kilómetros al norte de San Francisco, como base para abastecer de forma continua a los asentamientos de la América rusa. Era parte de la Compañía ruso-americana, y constaba de cuatro puestos de avanzada, incluyendo la bahía de Bodega, el río de Rusia, y las Islas Farallón. Nunca hubo un acuerdo establecido con el gobierno de la Nueva España lo que produjo una gran tensión entre los dos países. España reclamó la tierra pero aún no había establecido una colonia. Pero debido al bien armado Fort Ross, España no pudo quitar los rusos que vivían allí. Gracias a la hospitalidad de los rusos, la colonia española que había sido abandonada debido a los suministros que se perdieron cuando los barcos españoles se hundieron en una gran tormenta en la costa de América del Sur sobrevivió. Después de la Independencia de México, las tensiones se redujeron y el comercio se restableció con el nuevo gobierno de la Alta California mexicana.
Fort Ross no era una colonia rentable, debido a los altos costos y el descenso de la población animal en la zona. Después fue comprado por los Estados Unidos en 1867, la mayoría de los emisores rusos volvieron a Rusia, pero algunos se reasentaron en el sur de Alaska y California. Entre estos destacaron los primeros mineros y comerciantes de la fiebre del oro de California. Los estadounidenses se negaron al establecimiento de los rusos en esas tierras pero los rusos aprendieron a hablar y escribir el inglés para poder comerciar en Estados Unidos.